# ماماق
ماماق (بالتركية: Mamak)‏ هي بلدة ومُديريَّة تقع في ولاية أنقرة بتركيا. تصل مساحتها إلى 478.4 كم²، وترتفع عن سطح البحر حوالي 899 م.